# Somos El Mundo 25 Por Haiti
«Somos El Mundo 25 Por Haiti» — благодійна пісня, випущена 2010 року лейблом Univision Music Group. Написана Еміліо Естефаном та його дружиною Глорією. Це іспаномовний ремікс пісні 1985 року «We Are the World», яка була написана американськими виконавцями Майклом Джексоном та Лайонелом Річі, виконаний супергуртом «Артисти з Гаїті».

## Музиканти «Артистів з Гаїті»
Ключові особи
- Еміліо Естефан
- Глорія Естефан
- Квінсі Джонс

| Солісти (у порядку появи) - Хуанес - Рікі Мартін - Хосе Фелісіано - Вісенте Фернандес - Луїс Енріке - Ентоні Сантос - Pee Wee - Belinda - El Puma - Banda El Recodo - Шакіра - Mundt - Thalía - Джейкоб Еррера - Дженні Рівера - Тіто Ель Бамбіно - Пат Делеон Герреро - Кані Гарсія - Луїс Фонсі - Джон Секада - Віллі Чіріно - Lissette - Ана Барбара - Жильберто Санта Роса - Хуан Луїс Герра - Девід Арчулета - Крістіан Кастро - Ednita Nazario - Пакіта ла дель Барріо - Рікардо Монтанер - Глорія Естефан - Луїс Мігель - Chayanne - Ольга Таньон - Наталія Хіменес - Пауліна Рубіо - Меліна Леон - Pitbull (реп) - Taboo (реп) - Daddy Yankee (реп) | Приспів - A.B. Quintanilla - Alacranes Musical - Alejandro Fernández - Aleks Syntek - Alexandra Cheron - Енді Гарсія - Angélica María - Angélica Vale - Arthur Hanlon - Carlos Santana - Christian Chávez - Cristina Saralegui - Diana Reyes - Eddy Herrera - Eiza González - Emily Estefan (On guitar) - Enrique Iglesias - Fernando Villalona - Flex - Fonseca - Gloria Trevi - Jencarlos Canela - Johnny Pacheco - Jorge Celedón - Jorge Moreno - Jorge Villamizar - Joselyn - La Arrolladora Banda El Limón - Кет ДеЛуна - K-Paz de la Sierra - Lena - Lucero - Luz Rios - Марк Ентоні - Miguel Bosé - Milly Quezada - Montez de Durango - Ojeda - Patricia Manterola - Rey Ruiz - Sergio Mayer - Wisin & Yandel |

## Список пісекнь
iTunes Digital Download
1. «Somos el Mundo 25 por Haiti» (пісня) — 6:49
2. «Somos el Mundo 25 por Haiti» (відео) — 7:00